# دومينيك ساندوفال
دومينيك ساندوفال (بالإنجليزية: Dominic Sandoval) هو ممثل أمريكي، ولد في 15 أكتوبر 1985 في الولايات المتحدة.

## وصلات خارجية
- دومينيك ساندوفال على موقع IMDb (الإنجليزية)
- دومينيك ساندوفال على موقع روتن توميتوز (الإنجليزية)
- دومينيك ساندوفال على موقع ميوزك برينز (الإنجليزية)
- دومينيك ساندوفال على موقع قاعدة بيانات الفيلم (الإنجليزية)